# Front de tous
Le Front de tous (en espagnol : Frente de Todos), couramment appelé Todos ou abrégé FDT, est une coalition électorale argentine, créée à l'occasion des élections générales de 2019.
Le Front de tous est une coalition qui se concentre sur quatre grands secteurs politiques : le Parti justicialiste (péroniste), plus grand parti du pays, les secteurs péronistes et non-péronistes intégrés dans le kirchnerisme mené par l'ex-présidente Cristina Fernández de Kirchner et la plupart des gouverneurs péronistes dirigés par Sergio Massa. Il y a également beaucoup d'autres factions politiques comme le Mouvement Evita ou encore Somos.
Le Front de tous remporte l’élection présidentielle de 2019 dès le premier tour, portant Alberto Fernández et Cristina Fernández de Kirchner aux fonctions respectives de président et de vice-présidente de la Nation. Le Front gagne 18 des 24 arrondissements, dont la province de Buenos Aires, où 39 % de la population argentine vit. Il obtient 13 des 24 sièges de sénateurs à élire ainsi que 64 des 130 sièges de députés.
Le Front de tous laisse place en juin 2023 à l'Union pour la patrie (UP) en vue de l'élection présidentielle et des législatives de 2023.

## Histoire
La coalition commence à prendre forme début le 3 février 2018, par une réunion d'Alberto Rodríguez Saá et Jorge Capitanich organisée à Resistancia (Chaco) sous la devise « il y a 2019 ». La formation cherche à unir tous les secteurs du péronisme (kirchnerisme compris) et les forces politiques progressistes, radicales de gauche, dans le but d'éviter la réélection de Mauricio Macri.
Le 28 septembre 2018, le Front est créé au stade du Club Ferro Carril Oeste.
La coalition compte aussi sur le soutien de la Confédération générale du travail de la République argentine et de la Centrale des travailleurs d'Argentine,. La CGT, à travers son secrétaire général Héctor Daer, demande en mars de 2019 que le péronisme se présente uni à l’élection présidentielle. Alors que les élections provinciales approchent, en avril 2019, le péronisme se présente uni pour les élections des gouverneurs de Santa Fe et Entre Ríos. Dans la province de Buenos Aires, les principaux candidats participent à une réunion publique commune, avec notamment Axel Kicillof.
Le 18 mai 2019, Cristina Fernández de Kirchner annonce qu'elle valide la candidature d'Alberto Fernández et qu'elle sera candidate pour la vice-présidence à ses côtés. Le 20 juin 2019, Daniel Scioli, candidat malheureux du Front pour la victoire en 2015, annonce qu'il ne présentera pas sa candidature pour les élections primaires d'août dans le but d'éviter des divisions au sein des péronistes,,.
Le ticket Fernández-Kirchner arrive en tête de l’élection présidentielle primaire avec 47,7 % des votes. Le 27 octobre 2019, le Front de tous l’emporte à la présidentielle avec 48,2 % contre 40,3 % pour le président sortant, Mauricio Macri. Alberto Fernández et Cristina Fernández de Kirchner prennent leurs fonctions de président et vice-présidente le 10 décembre suivant.

## Coalition
| Couleur | Parti                                             | Leader                  | Idéologie                 |
| ------- | ------------------------------------------------- | ----------------------- | ------------------------- |
|         | Parti justicialiste                               | José Luis Gioja         | Péronisme                 |
|         | Front rénovateur                                  | Sergio Massa            | Péronisme                 |
|         | Parti de la culture, de l'éducation et du travail | Hugo Moyano             | Péronisme                 |
|         | Engagement Fédéral                                | Alberto Rodríguez Saá   | Péronisme fédéral         |
|         | KOLINA                                            | Alicia Kirchner         | Kirchnerisme              |
|         | Parti de la victoire                              | Diana Conti             | Kirchnerisme              |
|         | Nouvelle Rencontre                                | Martín Sabbatella       | Kirchnerisme              |
|         | Somos                                             | Victoria Donda          | Féminisme                 |
|         | Proyecto Sur                                      | Pin Solanas             | Socialisme                |
|         | Frente Grande                                     | Adriana Puiggrós        | Social-démocratie         |
|         | Parti solidaire                                   | Carlos Heller           | Coopérativisme            |
|         | Unité populaire                                   | Víctor De Gennaro       | Socialisme du XXIe siècle |
|         | Mouvement national alfonsiniste                   | Leopoldo Moreau         | Radicalisme K             |
|         | Parti de la concertation FORGE                    | Gustavo Fernando López  | Radicalisme K             |
|         | Parti communiste                                  | Victor Kot              | Communisme                |
|         | Parti communiste (Congrès extraordinaire)         | Pablo Pereyra           | Communisme                |
|         | Parti communiste révolutionnaire d'Argentine      | Juan Carlos Alderete    | Communisme                |
|         | Parti intransigeant                               | Enrique Gustavo Cardesa | Yrigoyenisme              |
|         | Front Patrie Grande                               | Juan Grabois            | Socialisme du XXIe siècle |

## Programme
Dans son programme, le Front de tous met en avant les réformes suivantes.
- Économie : Supprimer la TVA du panier basique[15], éliminer les rétentions à l'industrie, économies régionales et services basés sur la connaissance[16], dédolariser les tarifs du service public, renégocier de la dette externe[17], création d'un régime spécial d'investissements pour Vaca Muerta[14].

- Développement social : Destiner 1,5 % du budget global à la petite enfance[15], plan "Argentine sans faim"[18], augmentation immédiate de 20 % des retraites[16].

- Santé : Relance du Ministère de la Santé[14], couverture totale de l'achat de médicaments pour les adhérents du PAMI[15] assurance pour les maladies au coût important.

- Science et technologie : Relance du ministère de la Science, de la Technologie et de l'Innovation[14], réorganisation sociale du personnel scientifique et augmentation des embauches annuelles, augmentation budgétaire pour le secteur[19], création de nouvelles entreprises nationales technologiques, en suivant le modèle de l'INVAP, bénéfices fiscaux pour les entreprises qui investissent en I+D.

- Institutions : Décentralisation du gouvernement[20], périodes de "refroidissement" pour les fonctionnaires qui passent de la gestion publique à la gestion privée[15].

- Justice et sécurité : Jugements par des jurys[15], promotion de la médiation en cas de protestation sociale[14], création de l'Observatoire de sécurité publique pour en finir avec les problématiques d'insécurité, Programme fédéral de protection intégrale des femmes contre des faits de violence et de discrimination, Programme fédéral de contrôle du trafic de stupéfiants.

## Représentation provinciale

### 2019
| Province            | Gouverneur            | Parti | Parti                        | Nom de la coalition                           | Situation        |
| ------------------- | --------------------- | ----- | ---------------------------- | --------------------------------------------- | ---------------- |
| Buenos Aires        | Axel Kicillof         |       | Indépendant                  | Front de tous                                 | Elu Gouverneur   |
| Capitale Fédérale   |                       |       |                              | Front de tous                                 | Opposition       |
| Catamarca           | Raúl Jalil            |       | Parti justicialiste          | Front de tous                                 | Elu Gouverneur   |
| Chaco               | Jorge Capitanich      |       | Parti justicialiste          | Front Chaqueño                                | Elu Gouverneur   |
| Chubut              |                       |       |                              | Front Patriótico Chubutense                   | Opposition       |
| Corrientes          |                       |       |                              | Front pour la Victoire-Unité Correntina       | Opposition       |
| Entre Ríos          | Gustavo Bordet        |       | Parti justicialiste          | Front Justicialiste -Croire Entre Ríos        | Elu Gouverneur   |
| Formosa             | Gildo Insfrán         |       | Parti justicialiste          | Front de la Victoire                          | Elu Gouverneur   |
| Jujuy               |                       |       |                              | Front Justicialista Front Ensemble pour Jujuy | Opposition       |
| La Pampa            | Sergio Ziliotto       |       | Parti justicialiste          | Front Justicialiste Pampeano                  | Elu Gouverneur   |
| La Rioja            | Ricardo Quintela      |       | Parti justicialiste          | Front de tous                                 | Emu Gouverneur   |
| Mendoza             |                       |       |                              | Front Politique et Social j'ai Choisi         | Opposition       |
| Misiones            | Oscar Herrera Ahuad   |       | Parti de la Concorde sociale | Front Renovateur de la Concorde               | Elu Gouverneur   |
| Neuquén             |                       |       |                              | Unité Citoyenne - Front Neuquino              | Opposition       |
| Río Negro           |                       |       |                              | Front pour la Victoire                        | Opposition       |
| Salta               |                       |       |                              | Front de tous                                 | Opposition       |
| San Juan            | Sergio Uñac           |       | Parti justicialiste          | Front de tous                                 | Elu Gouverneur   |
| San Luis            | Alberto Rodríguez Saá |       | Parti justicialiste          | Front d'Unité Justicialiste                   | Elu Gouverneur   |
| Santa Cruz          | Alicia Kirchner       |       | Kolina                       | Front de tous                                 | Elue Gouverneure |
| Santa Fe            | Omar Perotti          |       | Parti justicialiste          | Front Ensemble                                | Elu Gouverneur   |
| Santiago del Estero | Gerardo Zamora        |       | Indépendant                  | Front civique pour Santiago                   | Elu Gouverneur   |
| Terre de Feu        | Gustavo Melella       |       | FORGE                        | Concertation Fuegina Unidad Fueguina          | Elu Gouverneur   |
| Tucumán             | Juan Manzur           |       | Parti justicialiste          | Front Justicialiste pour Tucumán              | Elu Gouverneur   |

## Résultats électoraux

### Élections présidentielles
| Année | Candidats         | Candidats                      | Primaires  | Primaires | Premier tour | Premier tour | Issue |
| Année | Présidence        | Vice-présidence                | Votes      | %         | Votes        | %            | Issue |
| ----- | ----------------- | ------------------------------ | ---------- | --------- | ------------ | ------------ | ----- |
| 2019  | Alberto Fernández | Cristina Fernández de Kirchner | 12 205 938 | 47,79     | 12 945 990   | 48,24        | Élus  |

### Élections au Congrès

#### Chambre des députés
| Année | Votes      | %     | Sièges gagnés | Total des sièges | Position |
| ----- | ---------- | ----- | ------------- | ---------------- | -------- |
| 2019  | 11 950 926 | 46,61 | 68 / 130      | 120 / 257        | Minorité |

#### Sénat
| Année | Votes     | %     | Sièges gagnées | Total des sièges | Position |
| ----- | --------- | ----- | -------------- | ---------------- | -------- |
| 2019  | 2 609 017 | 46,30 | 15 / 24        | 41 / 72          | Majorité |